# 圣十字堂 (帕尔马)
圣十字堂（Chiesa di Santa Croce）是一个罗马式风格的罗马天主教教堂，位于意大利艾米利亚-罗马涅大区帕尔马艾米利亚街，同名的广场上。

## 历史
该堂于1222年祝圣，此后经历多次改建，其中以1635-1666年的改建最为重要，抬高了中殿，增加了天花板的壁画《婴孩耶稣》和《圣若瑟生平》。在1900年代，建筑师恢复了原本的罗马式立面。